# Helonica excelsa
Helonica excelsa är en insektsart som beskrevs av Leon Fairmaire. Helonica excelsa ingår i släktet Helonica och familjen hornstritar. Inga underarter finns listade i Catalogue of Life.